# Turkowszczyzna
Turkowszczyzna (biał. Туркаўшчына; ros. Турковщина) – wieś na Białorusi, w obwodzie mińskim, w rejonie wołożyńskim, w sielsowiecie Raków.

## Historia
W czasach zaborów wieś w gminie Zasław, w powiecie mińskim, w guberni mińskiej Imperium Rosyjskiego.
W latach 1921–1945 wieś leżała w Polsce, w województwie wileńskim, w powiecie wilejskim, od 1927 roku w powiecie mołodeckim, w gminie Radoszkowice, tuż przy granicy ze Związkiem Sowieckim.
Powszechny Spis Ludności z 1921 roku nie podał danych dotyczących miejscowości. W 1931 w 39 domach zamieszkiwały 223 osoby.
Wierni należeli do parafii rzymskokatolickiej i prawosławnej w Dubrowej. Miejscowość podlegała pod Sąd Grodzki w Krasnem i Okręgowy w Wilnie; właściwy urząd pocztowy mieścił się w Dubrowej.
Była tu siedziba kompanii 32 Batalionu Straży Granicznej (1922–1923) oraz placówki 2 Batalionu Celnego (1921–1922).
Ze względu na bliskość granicy sytuacja w międzywojennej Turkowszczyznie była niespokojna. Miały tu miejsce m.in. następujące incydenty:
- 20 sierpnia 1924 o godz. 1.00 w nocy pogranicznicy sowieccy ostrzelali polskie posterunki[6]
- w styczniu 1931 doszło we wsi do uprowadzenia przez Sowietów włościanina Jana Szczepko, który kilka miesięcy wcześniej zbiegł z ZSRS z obawy przed represjami[7].

Urodził tu się członek Stołpecko-Nalibockiego zgrupowanie AK plut. Mikołaj Szemiot.
W wyniku napaści ZSRR na Polskę we wrześniu 1939 miejscowość znalazła się pod okupacją sowiecką. 2 listopada została włączona do Białoruskiej SRR. Od czerwca 1941 roku pod okupacją niemiecką. W 1944 miejscowość została ponownie zajęta przez wojska sowieckie i włączona do Białoruskiej SRR.